# اندیشه‌ها (کتاب)
اندیشه‌ها (به فرانسوی: Pensées) مجموعه‌ای از قطعات نوشته‌شده توسط بلز پاسکال فیلسوف و ریاضی‌دان فرانسوی قرن هفدهم است. تغییر دین پاسکال او را به زندگی زاهدانه و تفکر سوق داد. از بسیاری جهات کار زندگی او بود. این بیان‌گر دفاع پاسکال از دین مسیحیت است و مفهوم «شرط‌بندی پاسکال» از بخشی از این اثر نشأت می‌گیرد.